# Kościół Opatrzności Bożej w Stalowej Woli
Kościół Opatrzności Bożej w Stalowej Woli – rzymskokatolicki kościół parafialny należący do parafii pod tym samym wezwaniem (dekanat Stalowa Wola diecezji sandomierskiej).

## Historia
Jest to świątynia wzniesiona w latach 1990–1993 według projektu inżyniera Aleksandra Holasa z Poznania oraz konstruktora inżyniera Janusza Wujca. Prace budowlane były prowadzone pod nadzorem ks. Jerzego Warchoła. Kościół został poświęcony 3 maja 1993 roku. W następnych latach trwały prace dekoracyjno-wykończeniowe. Świątynia została konsekrowana przez biskupa Wacława Świerzawskiego 12 maja 2002 roku. 

## Architektura
Budowla o postmodernistycznym wyrazie nawiązuje do wezwania kościoła oraz do bizantyjskich bazylik. Masywna i przysadzista bryła świątyni posiada kształt spłaszczonej nieco kopuły z centralnie usytuowaną latarnią o tradycyjnej formie, opartej na kwadratowym cokole o półkolistych ścianach bocznych i dachu, który będąc kontynuacją kopuły, opada między łukami ścian aż ku przyziemiu. Na każdej ze ścian jest umieszczona okrągła rozeta, będąca razem z górnym światłem latarni, oświetleniem świątyni. Wnętrze jest przestronne i jednolite. Dekorację ołtarza głównego na jednym z boków kwadratowego kościoła stanowi duży, mosiężny krucyfiks, stylizowany na papieski. Pod nim znajduje się wnęka z tabernakulum ozdobionym metaloplastyczną dekoracją płonącego krzewu. W rogach i wnękach kościoła są umieszczone ołtarze boczne oraz konfesjonały. Kopułę ponad nawą wypełniają powtarzające się, betonowe, ozdobne wnęki w kształcie półkolistych blend są obecnie ozdobione malowanymi postaciami świętych polskich.

## Galeria

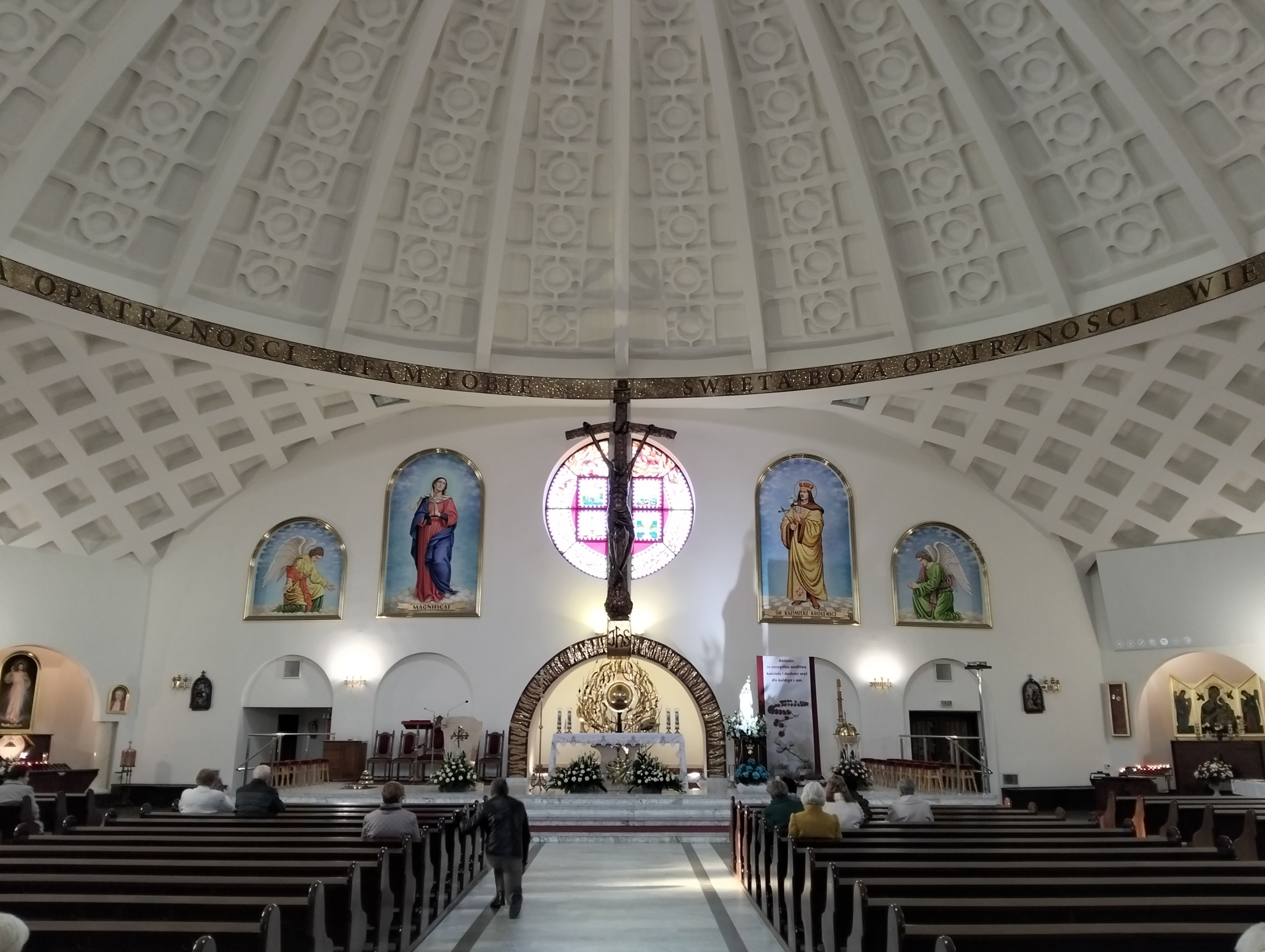
Wnętrze
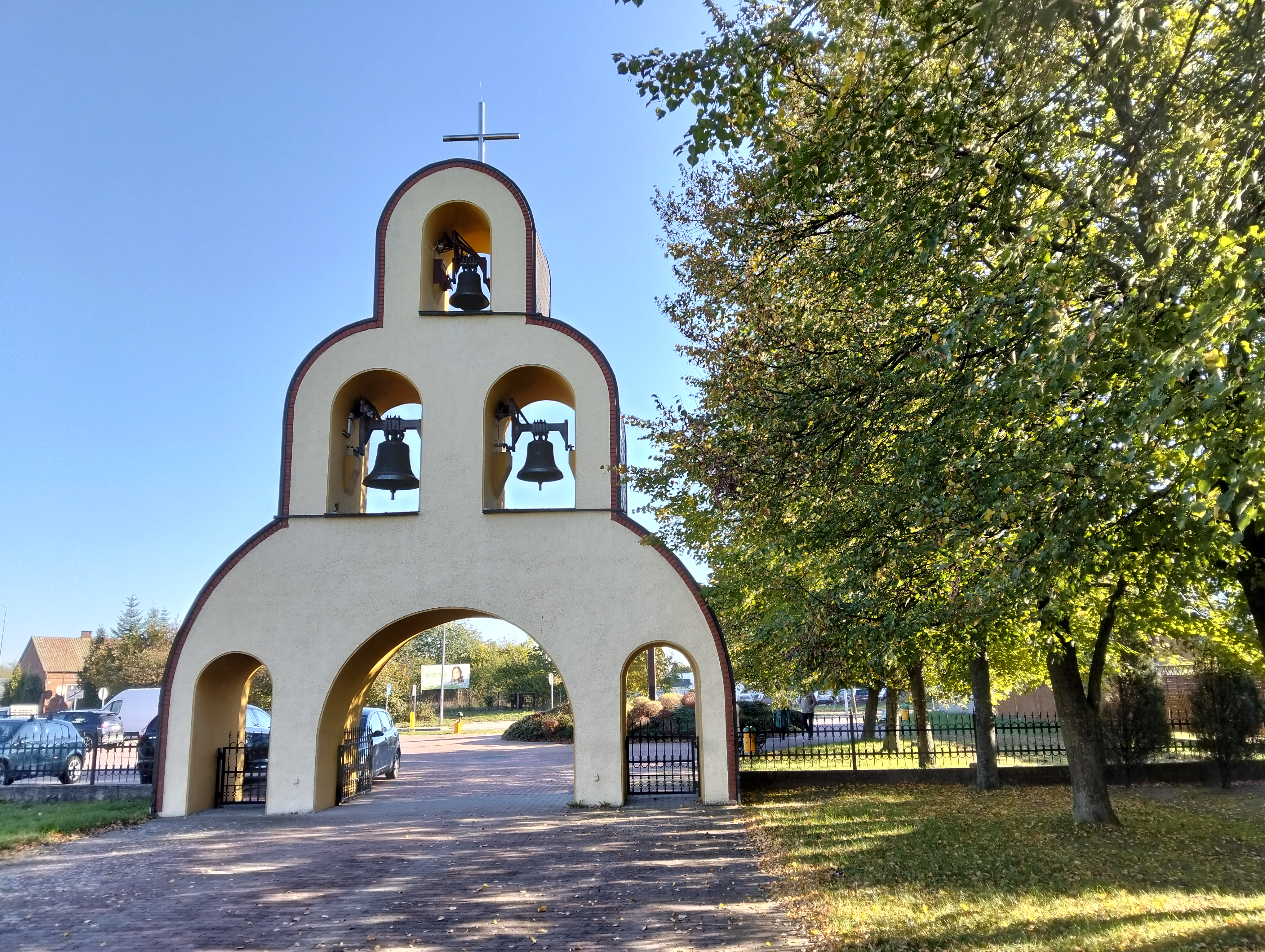
Dzwonnica